# Peter-Weiss-Preis
Der Peter-Weiss-Preis ist ein Kulturpreis, der im Gedenken an den Schriftsteller, Maler, Grafiker und Experimentalfilmer Peter Weiss. Er wird von der Stadt Bochum biennal im Wechsel mit dem Fritz-Wortelmann-Preis verliehen. Der Preis soll „Ansporn und Förderung für die Kunstschaffenden der verschiedenen Sparten sein, ihre Arbeit im Sinne eines humanistischen Engagements fortzusetzen, für welches das Gesamtwerk von Peter Weiss beispielhaft steht“.
Er wird seit 1990 im Wechsel in den Sparten Theater, Literatur, Film oder Bildende Kunst vergeben und ist mit 15.000 Euro dotiert (Stand 2023).
Am 27. November 2023 gab die Stadt Bochum bekannt, den Peter-Weiss-Preis 2023 an Sharon Dodua Otoo zu vergeben. Am nächsten Tag kündigte sie jedoch an, die Preisvergabe auszusetzen und den Sachverhalt zu prüfen. Zuvor waren Vorwürfe laut geworden, Otoo unterstütze die BDS-Bewegung, die auch von der Stadt Bochum als antisemitisch eingestuft wird. Otoo schrieb in einem Statement, sie würde einen Aufruf zum kulturellen Israel-Boykoot heute nicht mehr unterschreiben und werde auf den Preis verzichten.

## Preisträger

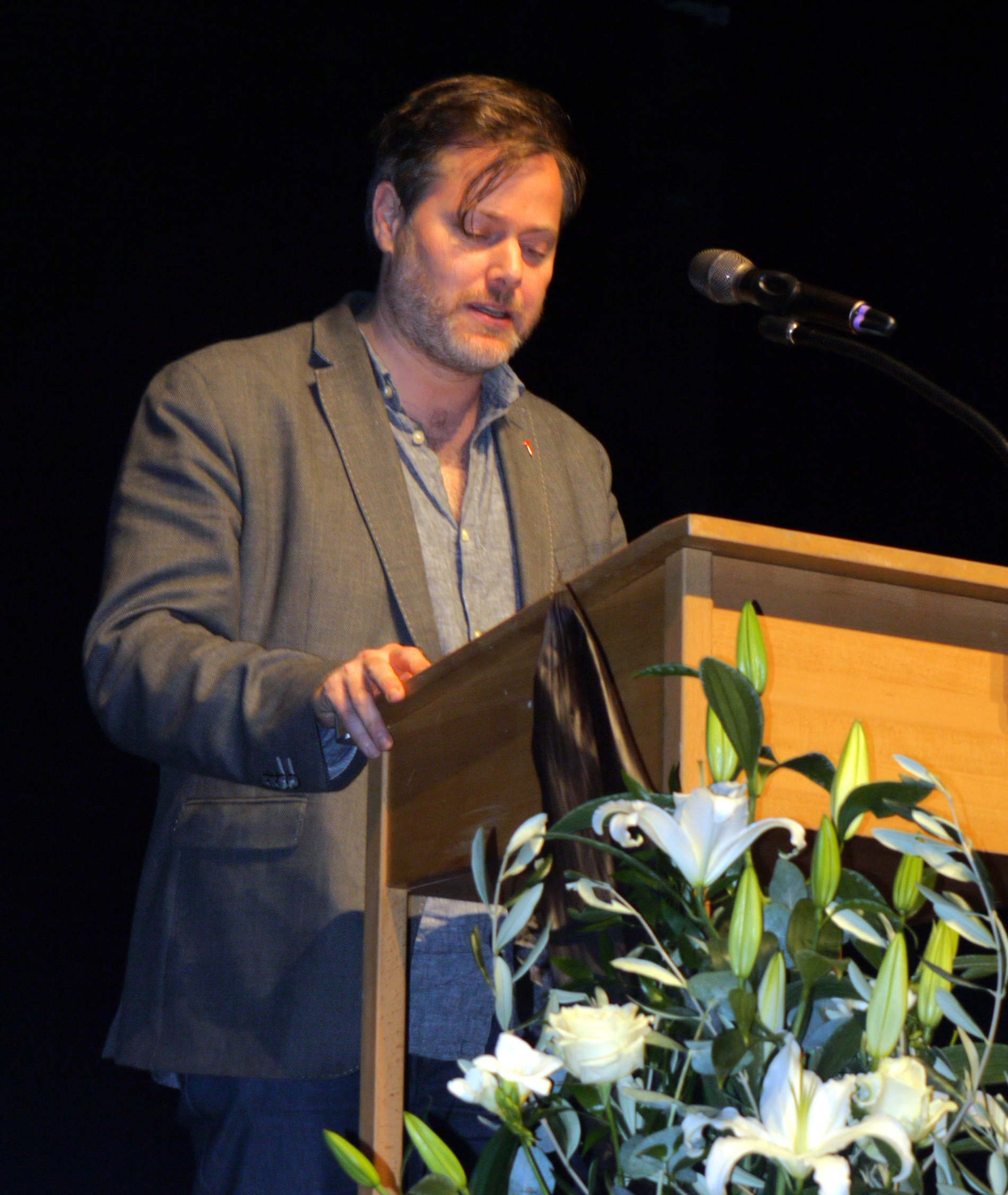
Milo Rau bei der Verleihung des Peter-Weiss-Preises, Dezember 2017

- 1990 – George Tabori
- 1992 – Marcel Ophüls
- 1994 – Elfriede Jelinek
- 1996 – Jochen Gerz
- 1998 – Christoph Hein
- 2000 – Kurt Hübner
- 2002 – Harun Farocki
- 2004 – Hans Haacke
- 2006 – Ingo Schulze
- 2008 – Dimiter Gotscheff[5]
- 2010 – Rosemarie Trockel
- 2012 – Fatih Akın
- 2014/15 – Ulrich Peltzer[6]
- 2017 – Milo Rau
- 2019 – Otobong Nkanga
- 2021 – Ute Adamczewski[7]